# Paracyathus indicus
Paracyathus indicus är en korallart. Paracyathus indicus ingår i släktet Paracyathus och familjen Caryophylliidae.

## Underarter
Arten delas in i följande underarter:
- P. i. gracilis
- P. i. indicus